# Leilani Kai
Patty Seymour, meglio conosciuta con il ring name Leilani Kai (Tampa, 23 gennaio 1957), è un'ex wrestler statunitense.
Fu allenata al wrestling da The Fabulous Moolah subito dopo la fine del liceo. Nel 1985 conquistò il WWF Women's Championship. Lottò in coppia con Judy Martin, in un tag team denominato The Glamour Girls, e vinse in due occasioni il Women's Tag Team Championship.
Lottò anche nella World Championship Wrestling, con il ring name Patty Stone Grinder, dove conquistò l'NWA World Women's Championship.

## Carriera

### Inizi (1975–1985)
Seymour fu allenata al wrestling da The Fabulous Moolah nel 1975, appena finite le scuole superiori. Originaria della Florida, Moolah però pensava che assomigliasse un po' a una hawaiiana, e quindi le fu dato il ring name "Leilani Kai", che nella lingua delle Hawaii si traduce Leilani come "fiori paradisiaci" e Kai come "acqua dell'oceano". Inoltre, le colleghe lottatrici le affibbiarono il soprannome "The Hawaiian Princess" agli inizi di carriera. Quattro settimane dopo aver cominciato l'allenamento, Moolah la mandò in tour per due settimane in Alaska. Nel corso degli anni successivi lavorò in varie federazioni regionali negli Stati Uniti, includendo diversi territori come Oklahoma, Minnesota, California e New York. Fu nel 1979 in Carolina del Nord, che Kai iniziò a lavorare con Judy Martin, sua futura partner di tag team.

### World Wrestling Federation (1985–1989)

#### WWF Women's Championship (1985)
Il 23 luglio 1984 Wendi Richter sconfisse Fabulous Moolah all'evento The Brawl to End it All promosso da MTV, conquistando il WWF Women's Championship, ponendo fine a quello che veniva presentato come il più lungo regno da campionessa femminile nella storia del wrestling (il regno di Moolah durato 28 anni, anche se in realtà lei aveva vinto e perso il titolo varie volte e Richter pose fine a un regno effettivamente durato "soltanto" 7 anni). Come risultato, all'inizio del 1985, Kai, che era stata allenata da Moolah, sconfisse Richter strappandole il titolo all'evento The War to Settle the Score, con Moolah nel suo angolo e la cantante Cyndi Lauper in quello della Richter. Wendi Richter, tuttavia, riconquistò la cintura nella prima edizione di WrestleMania un mese più tardi.

### Ladies Professional Wrestling Association (1990–1991)
Le Glamour Girls approdarono quindi nella neonata Ladies Professional Wrestling Association (LPWA), con Adnan El Kassey come loro manager. Nel febbraio 1991 la coppia conquistò il titolo LPWA Tag Team Championship sconfiggendo Misty Blue & Heidi Lee Morgan. Leilani Kai apparve nella puntata del 10 novembre di WCW Main Event, venendo sconfitta da Madusa. Difesero le cinture Tag Team Championship contro Malia Hosaka & Bambi nell'unico LPWA pay per view prodotto dalla LPWA, Superladies Showdown, nel 1992. Il titolo venne abbandonato quando la federazione chiuse i battenti.

## Vita privata
In aggiunta al wrestling, Seymour si allenò all'utilizzo dei nunchaku per almeno due anni. Inoltre guida la motocicletta, pesca in alto mare, e caccia selvaggina. In precedenza era proprietaria di un appartamento alle Hawaii.

## Personaggio

### Mossa finale
- Aloha Splash (Diving splash)

### Manager
- Jimmy Hart
- Adnan El Kassey
- "Queen Christopher Love" (Bert Prentice)
- The Fabulous Moolah

### Soprannomi
- "The Hawaiian Princess"

## Titoli e riconoscimenti
- All Japan Women's Pro-Wrestling
  - All Pacific Championship (1)
- Ladies Professional Wrestling Association
  - LPWA Tag Team Championship (1) – con Judy Martin[10]
- National Wrestling Alliance
  - NWA World Women's Championship (1)
  - NWA World Women's Tag Team Championship (2) – con Judy Martin[11]
  - NWA Hall of Fame (Classe del 2006)
- NWA Mid-Atlantic
  - NWA Mid-Atlantic Women's Championship (3)
- New Dimension Wrestling
  - NDW Women's Championship (1)
- Professional Girl Wrestling Association
  - PGWA Championship (1)
  - Penny Banner Spirit of Excellence Award (2001)
- Professional Wrestling Hall of Fame
  - Classe del 2016[12]
- Ultimate Championship Wrestling
  - UCW Women's Championship (1)[13]
- World Wrestling Federation
  - WWF Women's Championship (1)
  - WWF Women's Tag Team Championship (2) – con Judy Martin